# Ampulex angusticollis
Ampulex angusticollis là một loài côn trùng cánh màng trong họ Ampulicidae, thuộc chi Ampulex. Loài này được Spinola miêu tả khoa học đầu tiên năm 1841.